# Laurent Thibault
 (avril 2014).
Si vous disposez d'ouvrages ou d'articles de référence ou si vous connaissez des sites web de qualité traitant du thème abordé ici, merci de compléter l'article en donnant les références utiles à sa vérifiabilité et en les liant à la section « Notes et références ».
Laurent Thibault, né le 24 juin 1946, est un musicien français, bassiste et guitariste, qui est devenu également réalisateur et ingénieur du son.

## Biographie
Bassiste du groupe The Pives, puis du groupe les Zorgones, groupe de rock progressif qui participe aux événements de mai 1968 et sort un 45 tours : Herr Doctor Reich et Mon vélo est bleu. Il est le cofondateur avec Christian Vander du groupe Magma, dont il fut le premier bassiste. Il produit le premier double album, Kobaïa, la musique du film Tristan et Yseult, Ẁurdah Ïtah, et l'album Attahk. Sur certains albums de Magma, il est mentionné sous son « nom kobaïen » : Naü Ektilah.
Après avoir été presque deux ans International Label Manager aux disques Barclay, il fonde en 1971 chez Philips le label Thélème, consacré au rock progressif français : Ergo Sum, Mor (groupe éphémère de Dan Ar Braz qui ne sortira qu'un seul disque), Univeria Zekt (avec Magma, Zabu, Lionel Ledissez, chanteur d'Ergo Sum), Solitude, Zabu (premier chanteur de Magma). Il compose aussi deux albums du chanteur Alain Kan, sur lequel il est aussi bassiste, guitariste : Et Gary Cooper s'éloigna dans le désert, et Heureusement en France on ne se drogue pas, ainsi que le single City Palace. Il composera plus tard plusieurs titres et joue sur l'album Parfums de nuit, sous le pseudonyme de Whamdam, qu'il avait utilisé avant pour J'aime regarder les filles de Patrick Coutin.
De 1974 à 1985, il reprend le studio du Château d'Hérouville en locataire gérant à la demande de Michel Magne. Il enregistre entre autres T. Rex, Tom Jones, Christopher Bell, Hawkwind, puis peu après Kiki Dee, David Bowie et Iggy Pop, pour lequel il est également bassiste sur cinq titres de l'album The Idiot. Il est l'ingénieur réalisateur de nombreux artistes, dont Jacques Higelin, avec lequel il signe ses premiers disques d'or : No Man's Land, Champagne et Caviar. C'est durant ses 11 ans de direction du Château d'Hérouville que sont enregistrés Saturday Night Fever des Bee Gees, mais aussi Fleetwood Mac, Marvin Gaye, Nina Hagen, John McLaughlin, Sham 69, Bad Company, Sweet, Ritchie Blackmore's Rainbow, Michael Schenker Group, Popol Vuh, et bien d'autres…
Laurent Thibault crée le Voyageur, premier studio-mobile multi-pistes français itinérant dans un camion Ford, qui enregistra entre autres Alice Cooper, Madness, Higelin, Nougaro, Lavilliers et aussi le studio Couleurs, à Auvers-sur-Oise, qu'il exploite pendant plus de douze ans, où il reçoit Pino Palladino, Steve Jordan, Blues Trottoir, Catherine Ribeiro, Julie Piétri, OTH, les Satellites et Marianne James.
Il enregistre son premier album Mais on ne peut pas rêver tout le temps, interprétation musicale des tableaux du Douanier Rousseau, au Château d'Hérouville.
Il a collaboré à ce jour à plus de 400 albums. À l'initiative d'Eve Fegyveres, collaboratrice de longue date, un livre écrit par Alain Dister sur le château devait voit le jour, mais le décès de ce dernier a interrompu ce projet.
2014 voit la sortie d'un album « collector », tiré à 300 exemplaires de son premier roman, L'Enrêveur, livre + CD, en fait son deuxième album.
Laurent Thibault vit actuellement à Angers. Après avoir été Directeur du développement de la société Arkamys (au château d'Hérouville ) de 2001 à 2003, il fonde un laboratoire de recherches sur le son à Nantes. La société de recherche Le Château Sas est créée en 2013 à Angers.
Il soutient la Galerie sonore d'Angers, a animé un projet de Centre d'art Contemporain consacré aux Installations Sonores, et a repris son métier de musicien et de réalisateur. Il compose, écrit et joue avec le groupe anglais Call.
Son nouveau studio, Le Château Studio in Angers, s'est ouvert en décembre 2014, équipé d'une console analogique Harrison Serie 12 à 48 entrées, du nouveau Radar 6, d'enceintes Quested, dans le cadre d'une structure de prestation, formations par le biais de l'association Master's Master Classes, de production et d'édition musicale, ainsi que la préparation de nouvelles recherches sonores, appliquées en premier à la musique. Il a également, durant cette période, remasterisé son album Mais on ne peut pas rêver tout le temps, qui est sorti sous le label Thélème en 2017. Le Château Studio enregistre encore un grand nombre d'artistes, comme le groupe rock français V pour l'album "42"
En janvier 2016, France 4 diffuse le film de Gaetan Châtaignier et Christophe Conte, David Bowie, l'homme aux 100 visages, dans lequel Laurent Thibault est interviewé au Château d'Hérouville. Plusieurs articles et interviews lui sont alors consacrés, notamment dans le magazine Magic « Laurent Thibault [...] aurait carrément influencé le héros Peter Hook. Et donc en cascade, toute notre pop moderne », dans Rolling Stone, France Culture, etc.
Depuis octobre 2016, Laurent Thibault transmet également son expérience aux intermittents du spectacle, artistes ou techniciens du son, via ses Master's Classes organisées par Le Château Studio.

## Sources
(juillet 2021).
- « Entretiens avec Laurent Thibault », sur bnf.fr (consulté le 16 juin 2023)
- "David Bowie, l'homme aux 100 visages", film de Gaetan Châtaignier et Christophe Conte.
- Magic : numéro de janvier 2016 L 14830 - Ouverture
- Livret Musea CD Mais on ne peut pas rêver tout le temps - Liens avec le Château d'Hérouville, Magma, Higelin, Alain Kan - DVD 30 ans de MAGMA - Coffret 40 ans de Magma -Livre de Paul Trynka sur Iggy Pop, sortie 2007
- Nombre d'articles dans presse française et internationale[réf. incomplète]
- « Le Château d'Hérouville », sur club.fr via Wikiwix (consulté le 26 février 2024)
- Ptitseb, « Zeuhl frenchy prog music : discographie et commentaire OPPOSITION DE PHASE », sur petit.sebastien.free.fr (consulté le 16 juin 2023)
- http://www.progreviews.com/reviews/display.php?rev=lt-monpprtlt
- « MAGMA . Laurent THIBAULT », sur free.fr via Wikiwix (consulté le 16 juin 2023)